# ヘイダル・モスレヒー

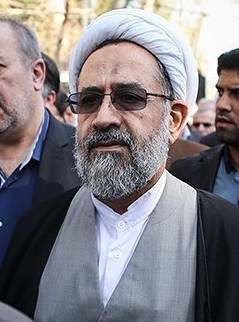
ヘイダル・モスレヒー

ヘイダル・モスレヒー（ペルシア語: حیدر مصلحی, ラテン文字転写: Heydar Moslehi、1956年9月29日 - ）は、イラン・エスファハーン出身の政治家、ウラマー（ホッジャトルエスラーム）。前イラン情報大臣。

## 経歴
モスレヒーは1956年、イランのエスファハーンで生まれた。ハッガーニー神学校に学び、数年の外国留学の後、国際法の修士号を得た。
モスレヒーは、2005年にアフマディーネジャードが大統領に選出されるまでバスィージにおける最高指導者アリー・ハーメネイー師の代表を務めていた。大統領に選出されたアフマディーネジャードはモスレヒーを自身の聖職者顧問として迎え入れた。同氏は後に、ハーメネイー師によりイスラム基金機構の責任者に任命された。2009年8月5日に情報大臣に任命されたが、同国のアフマディーネジャード大統領に促され2011年4月17日に辞任。最高指導者アリー・ハーメネイーの命で同ポストに復帰した。アフマディーネジャード大統領はモスレヒーの復職に抗議し閣議招集を拒否。2011年4月の時点ではモハンマド・レザー・ラヒーミー副大統領が大統領抜きで閣議を開催している。同年4月27日、イラン国会はモスレヒーを情報相として承認。米ニューヨーク・タイムズ紙はモスレヒーの辞任騒動は、同氏が情報機関の某職員解任を試みたことを発端とする、エスファンディヤール・ラヒーム・マシャーイーとの対立によるものとする憶測について報道した。

## 声明
モスレヒー情報相はイラン・イスラム共和国に対し全面的かつ多面的な戦争が仕掛けられており、「敵」は今や新たな戦法を取りつつあると表明している。
イラン学生通信（ISNA）は、ヘイダル・モスレヒー情報相がイスラーム文化・コミュニケーション機構での演説で、「イスラム共和国の視点から見た場合、同共和国に対する全面戦争があらゆる側面から仕掛けられており、同共和国に対するあらゆる戦線での広範な敵の計画が脅威と脆弱さを生み出し、敵に付け入る隙を与えている」と語った。
モスレヒ情報相はインターネット上のソーシャル・ネットワークの広がりを「新たな脅威」と表現。インターネットサービスは利用者の情報を引き出すことを意図するものと主張。
イランは、不適切あるいは猥褻と判断されたサイトの接続を認めない国内向けのインターネットサービスを開発中と発表した。

工业药物之父